# Gabriel Da Costa
Gabriel Da Costa (* 21. Februar 1984 in Melun) ist ein französisch-polnischer Eishockeyspieler, der seit 2010 bei den Ducs de Dijon in der Ligue Magnus unter Vertrag steht. Seine Brüder Stéphane und Teddy sind ebenfalls Eishockeyspieler.

## Karriere
Gabriel Da Costa begann seine Karriere als Eishockeyspieler in seiner französischen Heimat beim Gap Hockey Club, für dessen Profimannschaft er von 2003 bis 2005 in der Ligue Magnus aktiv war. Anschließend wechselte der Angreifer zum polnischen Club Zagłębie Sosnowiec, für den er in den folgenden beiden Jahren in der Ekstraliga auf dem Eis stand. Die Saison 2007/08 verbrachte er bei dessen Ligarivalen Polonia Bytom, ehe er anschließend erneut zwei Spielzeiten lang für seinen Ex-Club Zagłębie Sosnowiec auflief.
Zur Saison 2010/11 kehrte Da Costa in die französische Ligue Magnus zurück und unterschrieb einen Vertrag bei den Ducs de Dijon.